# 奥平剛士
奥平 剛士（おくだいら つよし、1945年（昭和20年）7月21日 - 1972年（昭和47年）5月30日）は、日本の新左翼活動家、テロリスト、革命家。日本赤軍創設メンバーで最高幹部。同じく日本赤軍メンバーの重信房子は戸籍上の妻、奥平純三は弟。重信など関係者の手記、支援者間の会報等ではアラブ名「バーシム」と書かれていることがある。

## 概要
山口県下関市生まれ。1960年に山口県立下関西高等学校に入学したが、6月に岡山県立岡山朝日高等学校に転校。
1964年、京都大学工学部に入学。在学中の奥平は京都・九条でセツルメント活動をしており、日本共産党系の青年団体である日本民主青年同盟（民青同盟）の同盟員にもなっていた。約半年で民青を辞めた後、全共闘運動に参加。京大助手だった滝田修のパルチザンの構想に影響を受けている（京大パルチザン）。
1971年2月2日、赤軍派の重信房子と偽装結婚。その後、レバノンのベイルートへ出国。現地では重信と別々のアパートに暮らした後、ゲリラのキャンプで軍事訓練を受けた。
1972年5月30日に岡本公三・安田安之らとテルアビブ空港乱射事件を起こし、26人を殺害し、73人に重軽傷を負わせて、安田と共に死亡した。死因は「空港警備隊との銃撃戦で射殺された」や「安田と共に自爆した」など、諸説ある。
没後の1978年、田畑書店より遺文集『天よ、我に仕事を与えよ』が出版された（タイトルは彼自身の言葉による）。

## 著書
- 奥平剛士遺稿編集委員会編 編『天よ、我に仕事を与えよ 奥平剛士遺稿』田畑書店、1978年12月。 NCID BN02082806。全国書誌番号:79003549。